# شاريس باباجورجيو
شاريس باباجورجيو (باليونانية: Χάρης Παπαγεωργίου)‏ مواليد 26 مارس 1953 في سالونيك، هو لاعب كرة سلة يوناني معتزل. بدأ مسيرته الاحترافية في سنة 1971. يبلغ طوله 6 قدم 4.75 بوصة (1.9 م). اعتزل اللعب في 1988. لعب مع نادي أريس لكرة السلة في الدوري اليوناني لكرة السلة.

## الإنجازات
- الدوري اليوناني لكرة السلة : (1979، 1986، 1987)
- كأس اليونان لكرة السلة : (1987)

## روابط خارجية
- شاريس باباجورجيو على موقع الاتحاد الدولي لكرة السلة (الإنجليزية)
- شاريس باباجورجيو على موقع بروبوليرز (الإنجليزية)